# Стрільба на літніх Олімпійських іграх 1984
Змагання зі стрільби на літніх Олімпійських іграх 1984 у Лос-Анджелесі тривали з 29 липня до 4 серпня в Олімпійському стрілецькому парку Прадо в відбулися в Чино. Розіграно 11 комплектів нагород (6 серед чоловіків, 3 серед жінок і 2 відкриті, серед обох статей). Уперше на Олімпійських іграх у цьому виді спорту жінки змагалися окремо від чоловіків. Через бойкот Олімпійських ігор з боку східного блоку, туди не поїхали представники багатьох сильних стрілецьких країн.

## Таблиця медалей
| Місце                | Країна                | Золото | Срібло | Бронза | Загалом |
| -------------------- | --------------------- | ------ | ------ | ------ | ------- |
| 1                    | США (USA)             | 3      | 1      | 2      | 6       |
| 2                    | Китай (CHN)           | 3      | 0      | 3      | 6       |
| 3                    | Італія (ITA)          | 1      | 1      | 1      | 3       |
| 4                    | Франція (FRA)         | 1      | 1      | 0      | 2       |
| 5                    | Велика Британія (GBR) | 1      | 0      | 3      | 4       |
| 6                    | Канада (CAN)          | 1      | 0      | 0      | 1       |
| 6                    | Японія (JPN)          | 1      | 0      | 0      | 1       |
| 8                    | Австрія (AUT)         | 0      | 1      | 0      | 1       |
| 8                    | Данія (DEN)           | 0      | 1      | 0      | 1       |
| 8                    | Колумбія (COL)        | 0      | 1      | 0      | 1       |
| 8                    | Перу (PER)            | 0      | 1      | 0      | 1       |
| 8                    | Румунія (ROU)         | 0      | 1      | 0      | 1       |
| 8                    | ФРН (FRG)             | 0      | 1      | 0      | 1       |
| 8                    | Швейцарія (SUI)       | 0      | 1      | 0      | 1       |
| 8                    | Швеція (SWE)          | 0      | 1      | 0      | 1       |
| 16                   | Австралія (AUS)       | 0      | 0      | 1      | 1       |
| 16                   | Фінляндія (FIN)       | 0      | 0      | 1      | 1       |
| Загалом (17 збірних) | Загалом (17 збірних)  | 11     | 11     | 11     | 33      |

## Медалісти

### Чоловіки
| Дисципліна                            | Золото                            | Срібло                         | Бронза                           |
| ------------------------------------- | --------------------------------- | ------------------------------ | -------------------------------- |
| Пневматична гвинтівка, 10 метрів      | Філіпп Еберле · Франція           | Андреас Кронталер · Австрія    | Беррі Деггер · Велика Британія   |
| Швидкісний пістолет, 25 метрів        | Такео Камачі · Японія             | Корнеліу Іон · Румунія         | Рауно Бієс · Фінляндія           |
| Довільний пістолет, 50 метрів         | Сюй Хайфен · Китай                | Рагнар Сканокер · Швеція       | Ван Їфу · Китай                  |
| Гвинтівка лежачи, 50 метрів           | Едвард Етзел · США                | Мішель Бюрі · Франція          | Майкл Салліван · Велика Британія |
| Гвинтівка з трьох положень, 50 метрів | Малькольм Купер · Велика Британія | Даніель Ніпков · Швейцарія     | Алістер Аллан · Велика Британія  |
| Рухома мішень, 50 метрів              | Лі Юйвей · Китай                  | Гельмут Беллінґродт · Колумбія | Хуан Шипін · Китай               |

### Жінки
| Дисципліна                            | Золото             | Срібло                              | Бронза                    |
| ------------------------------------- | ------------------ | ----------------------------------- | ------------------------- |
| Пневматична гвинтівка, 10 метрів      | Пет Сперджин · США | Едіт Гуфлер · Італія                | У Сяосюань · Китай        |
| Пістолет, 25 метрів                   | Лінда Том · Канада | Рубі Фокс · США                     | Патрісія Денч · Австралія |
| Гвинтівка з трьох положень, 50 метрів | У Сяосюань · Китай | Ульріке Гольмер · Західна Німеччина | Ванда Джуелл · США        |

### Змішані дисципліни
| Дисципліна | Золото                     | Срібло                      | Бронза                       |
| ---------- | -------------------------- | --------------------------- | ---------------------------- |
| Скит       | Меттью Драйк · США         | Оле Рібер Расмуссен · Данія | Лука Скрібані Россі · Італія |
| Трап       | Лучано Джованетті · Італія | Франсіско Боса · Перу       | Деніел Карлайл · США         |

## Країни-учасниці
Змагалися 460 стрільців (382 чоловіки і 77 жінок) з 68-ми країн:
| - Андорра (2) - Аргентина (6) - Австралія (9) - Австрія (10) - Бахрейн (4) - Бельгія (6) - Болівія (4) - Бразилія (8) - Канада (17) - Чилі (4) - Китай (17) - Китайський Тайбей (3) - Колумбія (14) - Коста-Рика (3) - Кіпр (4) - Данія (3) - Еквадор (4) |  | - Єгипет (9) - Сальвадор (1) - Фінляндія (10) - Франція (15) - Велика Британія (18) - Греція (5) - Гватемала (4) - Гонконг (7) - Індія (8) - Індонезія (2) - Ірландія (2) - Ізраїль (3) - Італія (12) - Японія (15) - Йорданія (7) - Кенія (2) - Ліван (4) |  | - Ліхтенштейн (2) - Люксембург (1) - Малайзія (1) - Мальта (2) - Мексика (8) - Монако (4) - Нідерланди (4) - Нова Зеландія (3) - Норвегія (7) - Оман (8) - Папуа Нова Гвінея (2) - Парагвай (6) - Перу (7) - Філіппіни (1) - Португалія (5) - Пуерто-Рико (2) - Катар (4) |  | - Румунія (6) - Сан-Марино (10) - Саудівська Аравія (6) - Сенегал (2) - Південна Корея (18) - Іспанія (11) - Швеція (14) - Швейцарія (9) - Сирія (1) - Тайланд (17) - Туреччина (2) - США (20) - Віргінські Острови (3) - Венесуела (5) - Західна Німеччина (18) - Югославія (6) - Зімбабве (3) |